# Smile-in-a-Box
Smile-in-a-Box è un singolo della cantautrice italiana Nathalie, pubblicato l'11 maggio 2018 come primo estratto dal terzo album in studio Into the Flow.

## Tracce
- Download digitale

1. Smile-in-a-Box – 3:18

## Video musicale
Il videoclip della canzone è stato diretto da Egidio Amendola e vede la partecipazione di Stefano Fresi.